# Aliseda (Cáceres)
Aliseda es un municipio y localidad española de la provincia de Cáceres, en la comunidad autónoma de Extremadura. Perteneciente a la Mancomunidad de Municipios Tajo-Salor, su término municipal, cuya población asciende a 1724 habitantes (INE 2024), está completamente rodeado por el de Cáceres. 
Su orografía se caracteriza por no tener excesiva altitud, que oscila entre los 260 y 580 m, siendo su menor altitud la que recorre el río Salor. La población se sitúa en la falda de la sierra del Aljibe conocida popularmente en la zona como "El Pericuto" de 603 m de altitud, en un terreno montañoso y áspero, especialmente por el sur y suroeste, rodeada de algunos cerros. 
Desde Cáceres accedemos a Aliseda por la N-521, dirección Valencia de Alcántara, con una distancia de 30 km de la capital. Aliseda se convierte en un cruce de caminos al ser un paso natural desde el norte a Alburquerque por la carretera comarcal EX303 y al interior de la Sierra de San Pedro.
Este municipio de casi 2000 habitantes destaca por ser un importante cruce de caminos entre Cáceres, Valencia de Alcántara y Alburquerque y se prevé que por aquí pase la autovía A-58 que unirá Cáceres con la frontera de Portalegre. El municipio es famoso por el Tesoro de Aliseda.

## Símbolos
El escudo de Aliseda fue aprobado mediante la "Orden de 18 de junio de 2001, por la que se aprueba el Escudo Heráldico para el Ayuntamiento de Aliseda", publicada en el Diario Oficial de Extremadura el 2 de agosto de 2001 y firmada por la consejera de Presidencia María Antonia Trujillo, luego de haber aprobado el escudo el ayuntamiento el 10 de mayo de 2000 y haber recibido informe del Consejo Asesor de Honores y Distinciones de la Junta de Extremadura el 31 de mayo de 2001. El escudo se define así:

Escudo de sinople. Un aliso de plata acompañado de dos arracadas de oro. Al timbre, Corona Real cerrada.

## Geografía física
Está situada en el enclave de la sierra de San Pedro, avenado por el río Salor, célebre en el ámbito cinegético por las tradicionales monterías. A 28 km de Cáceres, en dirección a Portugal, se enclava en la parte más septentrional de la sierra de San Pedro convirtiéndose en la frontera entre la sierra y la penillanura cacereña del norte. Es un importante cruce de caminos, lo que ha modelado su arquitectura, su urbanismo y la forma de ser de sus habitantes. Aliseda es el paso natural desde el norte hacia Alburquerque y el interior de la sierra.
La diversidad de fauna y flora nada tiene que envidiar a otras reservas nacionales. Existen en sus alrededores diferentes enclaves como la sierra del Aljibe, punto más alto en la geografía de Aliseda, que constituye una ventana desde la que asomarse a Cáceres y a los pueblos colindantes. También destacan la sierra de San Pedro, ejemplo típico de bosque mediterráneo con dehesas de gran belleza y una alta biodiversidad de fauna y flora, y el Cancho de la Plata, que cuenta con unas excelentes poblaciones de buitre negro y de buitre leonado.
También merecen especial atención el recorrido del cauce del río Salor, así como el embalse de Aliseda. Junto al embalse de la ribera de Aliseda y el río Salor, hay una especial característica y que probablemente dé nombre al pueblo: los alisos. Tanto el embalse como el río Salor permiten, además de disfrutar de su paisaje, el desarrollo de múltiples actividades deportivas, entre ellas rutas de senderismo como la Ruta de las Fuentes.
Se localiza entre los 38º 25´ de latitud y los 6º y 41´ de longitud con una extensión de 80´94 km².

## Historia
Tras la conquista de Cáceres en 1229, surgieron una serie de aldeas que constituyeron el Sexmo de Cáceres, entre ellas la Aldea de Aliseda, que por su situación y fertilidad de su suelo creció rápidamente.
Al ser lugar de tránsito por su puerto natural ya que era el único pueblo entre Portugal y la villa de Alburquerque sufre las consecuencias de las guerras de 1386 y 1397.
En 1426 recibe el Concejo de Cáceres la Carta – Merced que exime a Aliseda de pagar tributos para procurar su repoblación. Tales privilegios los confirmaron Juan II en 1429 y los Reyes Católicos en 1486, y los posteriores monarcas hasta 1760, cuando Carlos III concedió el Marquesado de Aliseda a favor de Isabel de Moctezuma.
En 1809 y durante unos meses debido a la guerra de la Independencia, Aliseda fue residencia de la Real Audiencia Territorial.
Desde el siglo XVIII hasta la actualidad se han sucedido varios hallazgos arqueológicos que indican un origen de Aliseda muy anterior al siglo XIII. En 1790 se encontró una cabrita de bronce, relacionada con la diosa indígena Ataecina o Adaegina, y monedas romanas y griegas. En 1920 se halló un tesoro fenicio con 354 piezas correspondientes al ajuar de una dama, y por último en 1995 se encontraron restos arqueológicos de un poblado protohistórico en la sierra del Aljibe, datado en el año 800 a. C. el cual estuvo poblado hasta el período romano.
En definitiva, estos hallazgos nos confirman el paso por Aliseda de varios poblados de siglos anteriores a Cristo.

### Tesoro de Aliseda
En 1920 se encontró en él un tesoro tartésico de enorme relevancia histórica. El hallazgo del tesoro de Aliseda en 1920 desveló que el origen de la localidad pertenece a un período anterior a Cristo, ya que encontramos vestigios de la Edad del Bronce Final en la cima de la sierra del Aljibe, que datan de la época del tesoro, cuyo lugar de aparición debió constituir una sepultura, semejante a otras del área andaluza, enclavada en un pequeño cerro hoy alterado por la ampliación del pueblo. 
También se encontró un exvoto en bronce fundido representando una cabra, animal consagrado a la diosa indígena Ataecina. Está datado entre los siglos V y VI a. C.
|  |  |

El tesoro de Aliseda está constituido por numerosas piezas: objetos de oro, entre los que cabe destacar una diadema completa y parte de otra, brazaletes, un torque, un cinturón formado por diversas placas, dos arracadas o pendientes, piezas de collar, un cuenco, sellos giratorios, sortijas y anillos, además de otros elementos menores. 
Entre las piezas de plata destacan: un braserillo y restos de recipientes; de bronce: un espejo; de piedra: un posible afilador, de vidrio: una vasija completa, y fragmentos cerámicos. La complejidad decorativa de los ejemplares de oro, las técnicas de filigrana y repujado, la existencia de detalles ornamentales figurados, convierten a este tesoro en el máximo exponente de la orfebrería oriental importada en el Mediterráneo occidental. La fecha de fabricación habría de fijarla hacia el 625 a. C. Se trata de uno de los conjuntos arqueológicos más representativos del período orientalizante peninsular y de la cultura tartésica, que actualmente se encuentra en el Museo Arqueológico Nacional de Madrid.

### Fundación y pertenencia a Cáceres
Tras la conquista de Cáceres, en 1229 varias aldeas, entre ellas Aliseda, constituyeron el Sexmo de Cáceres. Aliseda creció rápidamente gracias a la fertilidad de su suelo, así como gracias a su situación, ya que, tras saquear los portugueses Alburquerque en 1386 y 1397, Aliseda era el único pueblo entre Cáceres y Portugal.
En 1426, el concejo de Cáceres recibió una merced que eximía a Aliseda de pagar tributos para su repoblación. Esos privilegios fueron confirmados por Juan II en 1429 y por los Reyes Católicos en 1486, así como los siguientes reyes hasta 1760.

### Edad Contemporánea
En 1809, fue sede temporal de la Real Audiencia de Extremadura debido a la Guerra de la Independencia.

## Demografía
Aliseda cuenta con una población de 1724 habitantes (INE 2024).
| Gráfica de evolución demográfica de Aliseda entre 1842 y 2021                                                       |
| |
| Población de derecho según los censos de población del INE Población de hecho según los censos de población del INE |

## Administración y política
En la siguiente tabla se muestran los votos en las elecciones municipales de Aliseda, con el número de concejales entre paréntesis, desde las primeras elecciones municipales democráticas:
| Año  | Populares         | Socialistas     | Izquierda         | Centro            | Regionalistas             | Otros                    |
| 1979 | No se presentaron | PSOE: 305 (2)   | PCE: 496 (4)      | UCD: 535 (5)      | No se presentaron         | No hubo más candidaturas |
| 1983 | No se presentaron | PSOE: 150 (1)   | PCE: 909 (7)      | No se presentaron | EU: 52 (0)                | AIEA: 354 (3)            |
| 1987 | No se presentaron | PSOE: 663 (5)   | PTE-UC: 305 (2)   | No se presentaron | No se presentaron         | AE: 458 (4)              |
| 1991 | PP: 317 (2)       | PSOE: 986 (9)   | No se presentaron | No se presentaron | PREX: 84 (0)              | No hubo más candidaturas |
| 1995 | PP: 596 (5)       | PSOE: 819 (6)   | No se presentaron | No se presentaron | No se presentaron         | No hubo más candidaturas |
| 1999 | PP: 370 (3)       | PSOE: 685 (5)   | IU-CE: 132 (1)    | No se presentaron | EU: 335 (2)               | No hubo más candidaturas |
| 2003 | PP: 167 (1)       | PSOE: 1284 (10) | No se presentaron | No se presentaron | No se presentaron         | No hubo más candidaturas |
| 2007 | PP-EU: 191 (1)    | PSOE: 1180 (8)  | No se presentaron | No se presentaron | EU en coalición con el PP | No hubo más candidaturas |
| 2011 | PP-EU: 243 (1)    | PSOE: 1076 (8)  | No se presentaron | No se presentaron | EU en coalición con el PP | No hubo más candidaturas |
| 2015 | PP: 170 (1)       | PSOE: 1039 (8)  | No se presentaron | No se presentaron | eX: 95 (0)                | No hubo más candidaturas |
| 2019 | PP: 511 (5)       | PSOE: 507 (4)   | No se presentaron | C's: 71 (0)       | No se presentaron         | No hubo más candidaturas |
| 2023 | PP: 380 (4)       | PSOE: 468 (4)   | No se presentaron | Cs: 50 (0)        | JUEx: 117 (1)             |                          |

| Periodo   | Nombre                                                      | Partido   |
| --------- | ----------------------------------------------------------- | --------- |
| 1979-1983 | José Luis Martín                                            | PCE       |
| 1983-1987 | ¿?                                                          | PCE       |
| 1987-1991 | ¿?                                                          | PSOE      |
| 1991-1995 | Jesús Javier Martín                                         | PSOE      |
| 1995-1999 | Jesús Javier Martín                                         | PSOE      |
| 1999-2003 | Cástor Barriga (hasta 2002) Claudia Moreno (desde 2002)     | PP · PSOE |
| 2003-2007 | Claudia Moreno                                              | PSOE      |
| 2007-2011 | Claudia Moreno                                              | PSOE      |
| 2011-2015 | Claudia Moreno                                              | PSOE      |
| 2015-2019 | Claudia Moreno (hasta 2016) José Luis Sanguino (desde 2016) | PSOE      |
| 2019-2023 | Ángel Gordo Gómez                                           | PP        |
| 2023-act. | Raquel Liberal Martín                                       | PSOE      |

## Economía
La economía está basada en los cultivos de secano, la horticultura, la ganadería lanar, industrias y oleícolas. La actividad cinegética es uno de los patrimonios de Aliseda. La sierra de San Pedro, paraíso de los monteros, reserva de caza incomparable, ha generado un peculiar ambiente en Aliseda. 
Sus productos típicos giran en torno a los recursos que proporciona la sierra: carbón, caza, miel, polen y el corcho. Resaltan en su gastronomía todos los guisos derivados de la actividad cinegética: lomo de venado, guiso de ciervo, jabalí. Tradicional es la degustación de estos productos en sus bares y es que las monterías son un acontecimiento inseparable de la vida de Aliseda.

## Servicios públicos

### Educación
Cuenta con un colegio público de infantil y primaria, el CEIP El Tesoro de Aliseda. También hay un centro de educación infantil.

### Sanidad
Pertenece a la zona de salud de Arroyo de la Luz dentro del área de salud de Cáceres y cuenta con un consultorio de atención primaria. No hay ningún establecimiento sanitario privado registrado a fecha de 2013, por lo que en algunos servicios sanitarios como ópticas o clínicas dentales depende de poblaciones cercanas de mayor tamaño como la capital provincial. El municipio cuenta con una sola farmacia, que coordina sus turnos de guardia con las tres de Arroyo de la Luz.

## Medios de comunicación
Aliseda cuenta con sus propios repetidores de televisión, pero no tiene canales de TDT local propios.

## Patrimonio

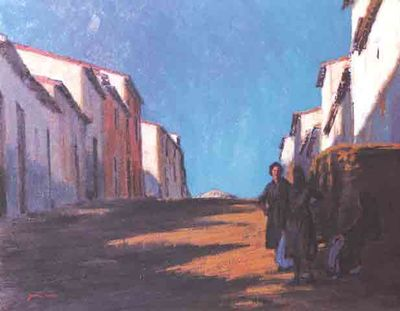
Pintura que representa una calle en Aliseda en 1980.

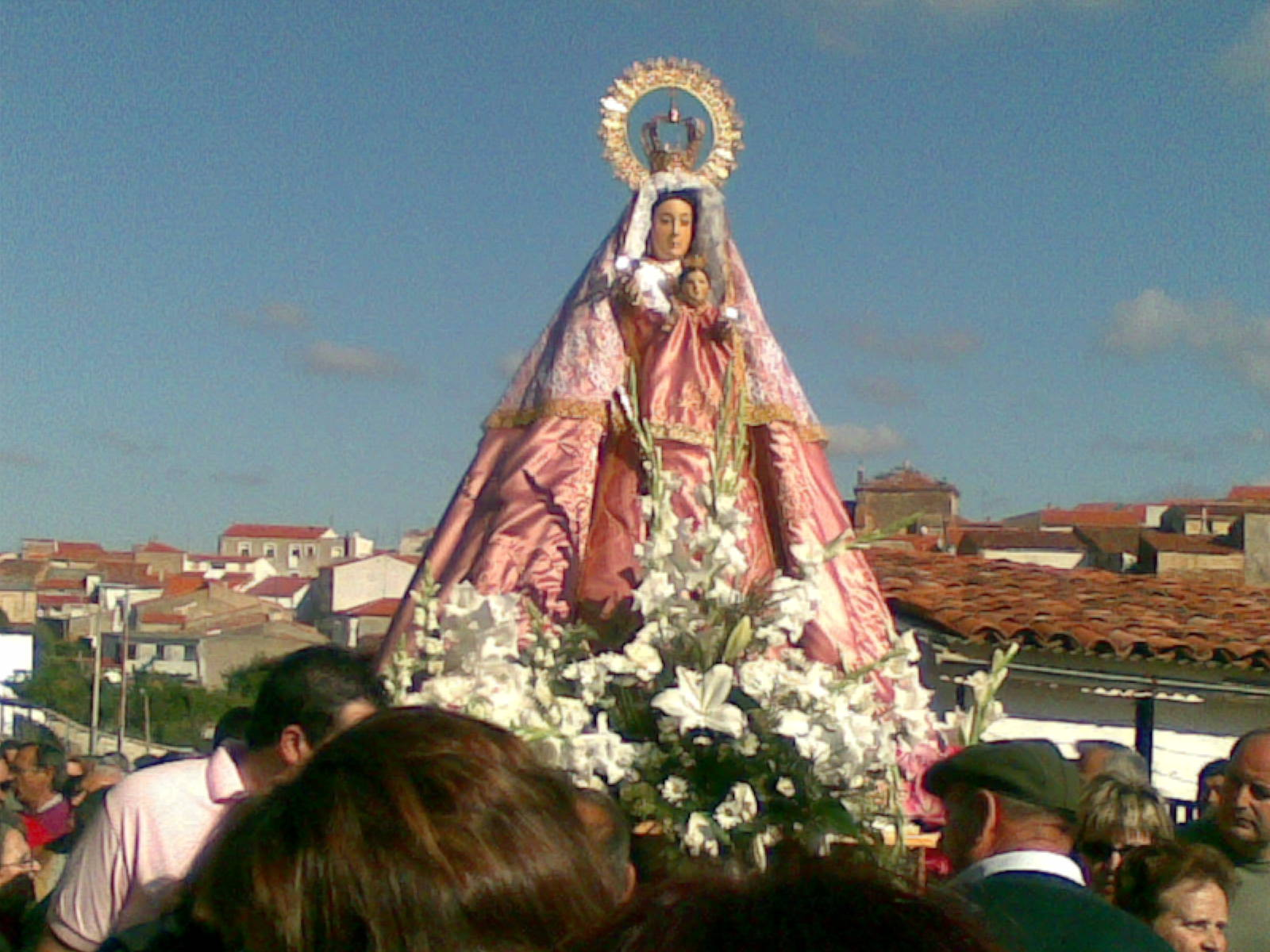
Ntra. Sra. La Santísima Virgen del Campo patrona de Aliseda.

Los avatares históricos, y sobre todo su excepcional ubicación, han propiciado que en Aliseda, tanto la arquitectura como el urbanismo, tomara unos derroteros muy diferentes a los de los pueblos vecinos, no encontrándose edificios de relevancia, salvo la Casa Parroquial del siglo XVIII o la propia Iglesia de la Asunción. De esta manera, la arquitectura tradicional solo emplea el adobe como material constructivo, siendo su tipología las casas de labranza perfectamente encaladas. También del siglo XVIII data la fuente de la Plaza Mayor, en la que aún perdura la costumbre de acudir en busca de agua potable proveniente de la sierra del Aljibe. Algunas calles de Aliseda, de empinado trazado, conservan fuentes típicas.
Entre sus monumentos artísticos destaca la Iglesia Parroquial de Nuestra Señora de la Asunción, construida en mampostería, con refuerzo de sillares en las esquinas y ladrillos en la parte superior de la torre y aleros. A su única nave se añade un crucero, cubierto, tanto en su zona central como en los laterales, mediante cúpulas sobre pechinas, rematándose el conjunto con ábside poligonal. Son sus dos portadas, los elementos decorativos más destacables. De estructura clásica, se remata la primera de ellas con un segundo cuerpo que contiene hornacina central coronada con un frontón curvo. Pese a algunas trazas renacentistas, podemos situar la construcción en el siglo XVIII. 
En plena sierra de San Pedro, a las afueras de la localidad, se encuentra la ermita de Nuestra Señora del Campo, construcción popular de mampostería con recubrimiento de cal que alberga una pila bautismal del siglo XVI y una interesante y peculiar talla policromada de la virgen con el niño, de éstilo románico-gótica, bastante extraña de encontrar en una zona tan meridional. Del culto a la Virgen del Campo, patrona de la localidad, nacen las fiestas celebradas en primavera (Martes de Pascua) de las que resalta la tradicional romería.

#### Casa Parroquial
Construcción en el siglo XVIII.
Fuente de la Plaza Mayor
La arquitectura popular de Aliseda no se entiende si no hablamos de su fuente de la Plaza Mayor, en 1567 ya existía una pequeña fuente. Manteniéndose al paso del tiempo y a su proceso constructivo llega hasta nuestros días con una forma circular, construido en granito; con dos caños que expiden agua. Hoy en día perdura la costumbre de ir la gente a por agua.
Fuente del Castaño
Muy similar a la fuente del cura, con su misma forma pero distinta orientación. Sus columnas son de granito. Según una inscripción tallada en una de las paredes de la fuente fue construida en 1812 y su nombre era fuente de San Pedro.
Fuente del Cura
Su forma es de prisma rectangular con tres arcos de medio punto, uno en la cara corta y dos en la delantera. Sus columnas son de ladrillo. 
Fuente Nueva
Es de forma cuadrangular, con cinco arcos de medio punto que sostienen una cúpula de estilo árabe. Con columnas de ladrillo. Está datada del siglo XVIII.

## Gastronomía
- Productos de la caza: ciervo, jabalí, liebre, paloma, perdiz, etc.
- Productos del cerdo: chorizo, patatera, morcilla, lomo, jamón, bofera, prueba.
- Productos de la pesca: tenca, black – bass, lucios, etc.
- Chanfaina, sopas, cocido extremeño, potajes, gazpacho, etc.
- Producto de la miel
- Postres: pringadas, repápalos con leche, queso de cabra, tostadas de pan de pueblo con miel.
- Dulces: coquillos, magdalenas, roscas de vino, floretas, perrunillas, galletas de mantecas, bollos de leche, etc.

## Festividades
- Fiestas de la Virgen del Campo, inician con el traslado de la Santísima Virgen la tarde del Domingo de Resurrección, siendo su fiesta mayor cada Martes de Pascua.
- Romería de la Virgen del Campo, dos semanas después del Domingo de Resurrección.
- Romería del Sindicato, el primer domingo de octubre.
- Fiestas de Verano: Actividades culturales, deportivas y de ocio que se celebran en el mes de agosto en la localidad, teniendo su máxima difusión aprovechando la festividad del 15 de agosto.
- Fiesta del Tesoro de Aliseda. Aproximadamente coincide con el hallazgo del Tesoro de Aliseda, a finales de febrero.